# Relaciones exteriores de Perú

Naciones con las que el Perú tiene relaciones diplomáticas.

Perú ha sido un miembro de la Organización de las Naciones Unidas (ONU) desde 1949, y el peruano Javier Pérez de Cuéllar ha desempeñado como Secretario General de la ONU entre 1981 a 1991.
Perú fue uno de los 51 Estados miembros fundadores las Naciones Unidas en 1945.
Es también miembro de varios grupos regionales, incluido el Grupo de Río, el Sistema Económico Latinoamericano y del Caribe (SELA), la Asociación Latinoamericana de Integración (ALADI), y la Comunidad Andina (CAN). También es miembro permanente del Foro de Cooperación Económica Asia-Pacífico (APEC), Unión de Naciones Suramericanas (UNASUR), y la Alianza del Pacífico (AP).

## Relaciones diplomáticas de Perú por país

### África
| País   | Inicio de relaciones formales | Notas                                                               |
| ------ | ----------------------------- | ------------------------------------------------------------------- |
| Egipto | 1963                          | - Egipto está representada en Perú a través de su embajada en Lima. |
| Uganda | 2021                          |                                                                     |

### América
| País     | Inicio de relaciones formales | Notas |
| -------- | ----------------------------- | --- |
| Ecuador  | 1832                          | - Ecuador está representada en Perú a través de su embajada en Lima. - Ecuador tiene representación consular en Piura y Tumbes. |
| Colombia | 1822                          | - Perú está representado en Colombia a través de su embajada en Bogotá. - Perú tiene representación consular en Leticia y Medellín. - Colombia está representada en Perú a través de su embajada en Lima. - Colombia tiene representación consular en Iquitos.            |
| Bolivia  | 1826                          | - Bolivia tiene un embajada en Lima y consulados en Cuzco, Ilo, Puno y Tacna. - Perú tiene una embajada en La Paz y consulados generales en Cochabamba, Santa Cruz de la Sierra y Chuquisaca, un consulado en El Alto, un consulado honorario en Santa Cruz de la Sierra. |

### Asia
| País                   | Inicio de relaciones formales | Notas |
| ---------------------- | ----------------------------- | --- |
| Arabia Saudita         | 19 de marzo de 1986           | - Arabia Saudita está representada en Perú a través de su embajada en Lima. La embajada fue abierta en 27 de junio de 2013. - Perú está representada en Arabia Saudita a través de su embajada en Riad. La embajada fue abierta en 1 de junio de 2012. |
| Emiratos Árabes Unidos | 17 de junio de 1986           | - Emiratos Árabes Unidos está representada en Perú a través de su embajada en Lima. - Perú está representada en Emiratos Árabes Unidos a través de su embajada en Abu Dabhi. La embajada fue abierta en 9 de enero de 2024.                            |

### Europa
| País       | Inicio de relaciones formales | Notas |
| ---------- | ----------------------------- | --- |
| Azerbaiyán |                               | - Azerbaiyán está representada en Perú a través de su embajada en Lima. La embajada azerbaiyana fue abierta en el 2013. - Perú está representada en Azerbaiyán a través de su embajada en Bakú. |
| Suecia     | 1938                          | - Suecia está representada en el Perú a través de su embajada en Lima. La embajada sueca fue cerrada en el 2001 y fue reabierta en el 2016. - Perú está representada en Suecia a través de su embajada en Estocolmo. La embajada peruana fue reabierta en el 2012. |
| Turquía    | 1952                          | - Turquía está representada en Perú a través de su embajada en Lima. - Perú tiene una embajada en Ankara. En el 2013, los peruanos están exento de visa como turistas a Turquía. En el 2014, se iniciaron las negociaciones del Tratado de Libre Comercio entre Perú y Turquía. En el 2016, el presidente de Turquía, Recep Tayyip Erdoğan, realizó una visita oficial al Perú. |

### Oceanía
| País          | Inicio de relaciones formales | Notas |
| ------------- | ----------------------------- | --- |
| Nueva Zelanda | 1972                          | - Perú estuvo representada en Nueva Zelanda a través de su embajada entre 1995 y 2010. - Nueva Zelanda estuvo representada en Perú a través de su embajada en Lima hasta 1990. |